# گورستان گول
گورستان گول مربوط به دوره ساسانیان است و در شهرستان پل‌دختر، بخش مرکزی، دهستان جلوگیر، ۴ کیلومتری شرق روستای دره خزینه واقع شده و این اثر در تاریخ ۲۲ آبان ۱۳۸۶ با شمارهٔ ثبت ۲۰۱۲۵ به‌عنوان یکی از آثار ملی ایران به ثبت رسیده است.